# FC Dila Gori
El FC Dila Gori (en georgiano: დილა გორი) es un club de fútbol con sede en Gori, Georgia. El club juega en la Umaglesi Liga y juega sus partidos de local en el Tengiz Burjanadze Stadium.

## Palmarés

### Unión Soviética
- Segunda Liga Soviética: 1

1969

### GeorgiaGeorgia
- Umaglesi Liga: 1

2014/15
- Copa de Georgia: 1

2011/12
- Meore Liga: 1

2009/10

## Participación en competiciones de la UEFA

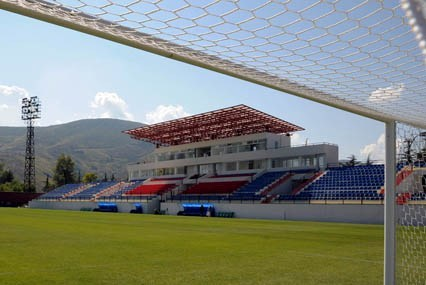
El Tengiz Burjanadze Stadium

| Temporada | Torneo                   | Ronda            | Club                | Casa | Visita | Global         |
| --------- | ------------------------ | ---------------- | ------------------- | ---- | ------ | -------------- |
| 2004      | UEFA Intertoto Cup       | 1                | Marek Dupnitsa      | 0–2  | 0–0    | 0–2            |
| 2012–13   | UEFA Europa League       | Clasificatoria 2 | AGF Aarhus          | 3–1  | 2–1    | 5–2            |
| 2012–13   | UEFA Europa League       | Clasificatoria 3 | Anorthosis          | 0–1  | 3–0    | 3–1            |
| 2012–13   | UEFA Europa League       | Play-off         | Marítimo            | 0–2  | 0–1    | 0–3            |
| 2013–14   | UEFA Europa League       | Clasificatoria 2 | AaB                 | 3–0  | 0–0    | 3–0            |
| 2013–14   | UEFA Europa League       | Clasificatoria 3 | Hajduk Split        | 1–0  | 1–0    | 2–0            |
| 2013–14   | UEFA Europa League       | Play-off         | Rapid Wien          | 0–3  | 0–1    | 0–4            |
| 2015–16   | UEFA Champions League    | Clasificatoria 2 | Partizan            | 0–2  | 0–1    | 0–3            |
| 2016–17   | UEFA Europa League       | Clasificatoria 1 | Shirak              | 1–0  | 0–1    | 1–1 (1:4 pen.) |
| 2021–22   | Europa Conference League | Clasificatoria 1 | Žilina              | 2–1  | 1–5    | 3–6            |
| 2022-23   | Europa Conference League | Clasificatoria 1 | KuPS                | 0-0  | 0-2    | 0-2            |
| 2023-24   | Europa Conference League | Clasificatoria 1 | DAC Dunajská Streda | 2-0  | 1-2    | 3-2            |
| 2023-24   | Europa Conference League | Clasificatoria 2 | FC Vorskla Poltava  | 3-1  | 1-2    | 4-3            |
| 2023-24   | Europa Conference League | Clasificatoria 3 | APOEL FC            | 0-2  | 0-1    | 0-3            |
| 2025-26   | Europa Conference League | Clasificatoria 1 | Racing              | 1-0  | 2-1    | 3-1            |
| 2025-26   | Europa Conference League | Clasificatoria 2 | Riga FC             | 3-3  | 1-2    | 4-5            |

### Récord europeo

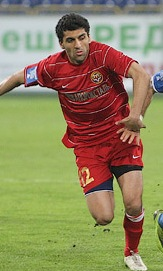
Irakli Modebadze

| Torneo                        | J  | G  | E | P  | GF | GC |
| ----------------------------- | -- | -- | - | -- | -- | -- |
| UEFA Champions League         | 2  | 0  | 0 | 2  | 0  | 3  |
| UEFA Europa League            | 14 | 7  | 1 | 6  | 14 | 11 |
| UEFA Europa Conference League | 14 | 5  | 2 | 7  | 17 | 23 |
| UEFA Intertoto Cup            | 2  | 0  | 1 | 1  | 0  | 2  |
| Total                         | 32 | 12 | 4 | 16 | 31 | 38 |

## Jugadores

### Jugadores destacados
- Beka Gotsiridze - jugador del FC Kryvbas Kryvyi Rih
- Levan Mchedlidze - (2005-2006) jugador en la Serie A con el Palermo
- Dickson Chukwu
- Davit Razhamashvili - (2008–2011)
- Mate Vatsadze - (2011–2012)

## Temporadas
| Temporada | Liga              | Pos. | Pj. | G  | E | P  | GF | GC | Puntos | Copa             | Notas                       | Entrenador                                             |
| --------- | ----------------- | ---- | --- | -- | - | -- | -- | -- | ------ | ---------------- | --------------------------- | ------------------------------------------------------ |
| 1990      | Umaglesi Liga     | 10   | 34  | 12 | 6 | 16 | 52 | 58 | 42     | 8 Ronda          |                             |                                                        |
| 1991      | Umaglesi Liga     | 11   | 19  | 7  | 3 | 9  | 29 | 32 | 24     | 8 Ronda          |                             |                                                        |
| 1991–92   | Umaglesi Liga     | 10   | 38  | 14 | 8 | 16 | 64 | 64 | 50     | 16 Ronda         |                             |                                                        |
| 1992–93   | Umaglesi Liga     | 13   | 32  | 11 | 5 | 16 | 39 | 49 | 38     | 8 Ronda          |                             |                                                        |
| 1993–94   | Umaglesi Liga     | 9    | 18  | 4  | 2 | 12 | 12 | 35 | 14     | 8 Ronda          |                             |                                                        |
| 1994–95   | Umaglesi Liga     | 8    | 30  | 10 | 7 | 13 | 25 | 35 | 37     | 8 Ronda          |                             |                                                        |
| 1995–96   | Umaglesi Liga     | 8    | 30  | 12 | 4 | 14 | 53 | 55 | 40     | Cuartos de final |                             |                                                        |
| 1996–97   | Umaglesi Liga     | 8    | 30  | 10 | 7 | 13 | 30 | 39 | 37     |                  |                             |                                                        |
| 1997–98   | Umaglesi Liga     | 9    | 30  | 11 | 4 | 15 | 31 | 36 | 37     | Semifinal        |                             |                                                        |
| 1998–99   | Umaglesi Liga     | 10   | 30  | 10 | 5 | 15 | 37 | 54 | 35     | 8 Ronda          |                             |                                                        |
| 1999–00   | Umaglesi Liga     | 8    | 14  | 2  | 0 | 12 | 9  | 38 | 6      | Cuartos de final |                             |                                                        |
| 2000–01   | Umaglesi Liga     | 10   | 10  | 5  | 1 | 4  | 19 | 11 | 16     | Cuartos de final | Promoción, Descendido       |                                                        |
| 2001–02   | Pirveli Liga      | 2    | 10  | 6  | 1 | 3  | 19 | 13 | 19     | 8 Ronda          | Ascendido                   |                                                        |
| 2002–03   | Umaglesi Liga     | 7    | 10  | 5  | 3 | 2  | 15 | 8  | 18     | Cuartos de final |                             |                                                        |
| 2003–04   | Umaglesi Liga     | 6    | 22  | 10 | 4 | 8  | 28 | 20 | 34     | Semifinal        | Copa Intertoto de la UEFA   |                                                        |
| 2004–05   | Umaglesi Liga     | 10   | 36  | 2  | 4 | 30 | 20 | 88 | 10     | 8 Ronda          |                             |                                                        |
| 2005–06   | Umaglesi Liga     | 11   | 30  | 9  | 4 | 17 | 35 | 44 | 31     | 16 Ronda         |                             |                                                        |
| 2006–07   | Umaglesi Liga     | 13   | 26  | 3  | 6 | 17 | 21 | 56 | 15     | 16 Ronda         |                             |                                                        |
| 2007–08   | Umaglesi Liga     | 14   | 26  | 1  | 5 | 20 | 12 | 53 | 8      | Cuartos de final | Descendido                  |                                                        |
| 2008–09   | Pirveli Liga Este | 5    | 30  | 12 | 9 | 9  | 48 | 31 | 45     | No jugado        | Descendido                  |                                                        |
| 2009-10   | Meore Liga Este   | 1    |     |    |   |    |    |    |        | No jugado        | Ascendido                   |                                                        |
| 2010-11   | Pirveli Liga      | 3    | 32  | 20 | 9 | 3  | 58 | 21 | 69     | 16 Ronda         | Promoción, Ascendido        |                                                        |
| 2011-12   | Umaglesi Liga     | 5    | 28  | 10 | 7 | 11 | 38 | 32 | 37     | Campeón          |                             | Gia Tsetsadze Teimuraz Makharadze                      |
| 2012-13   | Umaglesi Liga     | 2    | 32  | 22 | 2 | 8  | 60 | 26 | 48     | Cuartos de final | Play-Off                    | Temur Shalamberidze Giorgi Daraselia Valdas Ivanauskas |
| 2013-14   | Umaglesi Liga     | 9    | 32  | 11 | 8 | 13 | 44 | 36 | 41     | Semifinales      | UEFA Europa League Play-off | Giorgi Devdariani                                      |
| 2014-15   | Umaglesi Liga     | 1    | 30  | 19 | 7 | 4  | 50 | 21 | 64     | Cuartos de final | UCL Segunda Ronda           | Ucha Sosiashvili                                       |

## Patrocinador
| Período   | Proveedor del kit | Patrocinador del kit |
| 2011      | Saller            |                      |
| 2011-2012 | JAKO              |                      |
| 2012-2013 | Nike              |                      |
| --------- | ----------------- | -------------------- |